# Mission, Texas
Mission là một thành phố thuộc quận Hidalgo, tiểu bang Texas, Hoa Kỳ. Năm 2010, dân số của xã này là 77058 người.

## Dân số
- Dân số năm 2000: 45408 người.
- Dân số năm 2010: 77058 người.